# 愛の三角理論
| \| \| 親密さ \| 情熱 \| 公約 \| \| 非愛 \| \| \| \| \| お好み/友情 \| x \| \| \| \| リマレンス \| \| x \| \| \| 空虚な愛 \| \| \| x \| \| ロマンチックな愛 \| x \| x \| \| \| 思いやり愛 \| x \| \| x \| \| 愚直な愛 \| \| x \| x \| \| 熟愛 \| x \| x \| x \| |        |      |      |
| |        |      |      |
| | 親密さ | 情熱 | 公約 |
| 非愛 |        |      |      |
| お好み/友情 | x      |      |      |
| リマレンス |        | x    |      |
| 空虚な愛 |        |      | x    |
| ロマンチックな愛 | x      | x    |      |
| 思いやり愛 | x      |      | x    |
| 愚直な愛 |        | x    | x    |
| 熟愛 | x      | x    | x    |

愛の三角理論（あいのさんかくりろん）は心理学者のロバート・スタンバーグが1986年に提唱した、対人関係に関する理論である。
スタンバーグは、愛を単独の概念ではなく、次の三つの要素の強弱から説明できると主張した。

## 要素
この理論では、愛は以下の3つの要素の強弱から分類する。

### 親密さ
親密さとは、互いに親しみあうこと、愛着を感じることに関する要素である。
親密さを感じることで、2人の間に固い絆が生まれ、お互いの気持ちが通じ合うことから安心感も生み出されるとされる。

### 情熱
情熱は、感情的な刺激や、肉体的魅力を求める要素である。以下の３つの仕方で定義される。
1. 何かに対して、あるいは何かをすることに対しての熱意や興奮の強い感情。
2. 人々を危険な方法で行動させるような強い感情（怒りなど）。
3. 誰かに対する強い性的またはロマンチックな感情

### コミットメント
他の2つとは異なり、コミットメントには相手と関係を持とうとする意識的な決断が含まれる。コミットメントを維持しようとするかは、相手との関係についての満足度が決定的な役割を果たす。
コミットメントは、次の3つの仕方で定義される。
1. なにかをする、またはなにかを与えることを約束すること
2. 相手に対して、忠実であることを約束すること
3. 相手に対して一生懸命はたらく、あるいはサポートすること

コミットメントは短期と長期で異なる意味を持つと説明される。
短期的には「ある他人を愛するという決断」を指し、長期的には「その愛を維持するための決断」を指す。

これら3つの要素の異なる組み合わせとして、愛は様々な段階とタイプとして説明することができるとする。
これには恋愛関係上の愛だけでなく、親子間の愛や、長く時間をともにすることで培われる友情、愛とまでは呼べないような感情も含めることができる。

## 愛のスタイル
三角形の頂点に描かれた3つの要素は、互いに影響しあい、また各々がとる行動によって、非愛を除いて7種類の愛のスタイルを形成する。三角形の大きさは愛の「量」を表し、大きければ大きいほど愛が深い。各コーナーにはそれぞれ愛の種類があり、様々な組み合わせで愛の種類がラベルづけされる。三角形の形は、愛の "スタイル "を表すもので、恋愛の経過とともに変化する。
- 非愛：親密さも、情熱も、コミットメントもない状態。他人。[2]
- お好み/友情：親密さだけの関係。友達関係や知人関係もこのカテゴリーに入る。
- リマレンス：情熱だけの関係。恋愛初期のドキドキ期など、まだ本気の愛には発展していない。ここから親密さが育まれれば「ロマンティックな愛」へ発展する。だが、親密さもコミットメントも培われなければ、このリマレンスは突如消えることもある。
- 空虚の愛：コミットメントだけの関係。例えば、お見合いの場合には「空虚の愛」で始まるが、別の形に発展することがある。
- ロマンティックな愛：親密さと情熱はあるが、コミットメントに欠けた関係。ロマンチックな恋愛関係と考えられる一方、一夜限りの関係である可能性もある。[2]
- 思いやりの愛：コミットメントと親密さはあるが、情熱はない関係。例えば長い間連れ添った夫婦など。家族の中で共有される愛は、この「思いやりの愛」の一形態である。プラトニックだが強い友情を持つ親しい友人間の愛も同様である。
- 愚直な愛：情熱とコミットメントはあるが、親密さに欠けた関係。 例えば、一目惚れや、一方的で熱烈な求婚などが含まれる。
- 熟愛：バランスのとれた大きな愛。スタンバーグは人々が目指す理想的な関係と位置づけたが、一方で完全な愛を維持することはそれを達成する以上に難しいかもしれないと注意を促している。

スタンバーグの愛の三角理論は、その後に彼が築いた『物語としての恋愛』(Sternberg 1995)という恋愛論の強固な基礎となっている。その恋愛論の中で彼は、ユニークで異なる多数の恋愛物語が、どのように恋愛を理解するかにも複数の視座を与えると説明する。人々はこのような体験を通じて、愛とは何か、あるいは愛が自分にとってどうあるべきかを会得するようになると提唱した。これら2つの理論がスタンバーグの「愛の二重理論」を作り上げている。
「最も長く続き、最も満足できる関係とは、パートナーが常に親密さを持続させ、互いのコミットメントを強化することに腐心するものである」